# 법집 별행록 절요 병입사기
법집 별행록 절요 병입사기(法集 別行錄 節要 幷入私記)는 경기도 여주시에 있는 책이다. 2014년 1월 24일 경기도의 유형문화재 제281호로 지정되었다.

## 참고 문헌
- 법집별행록절요병입사기 - 국가유산청 국가유산포털